# Gimnasia rítmica en los Juegos Mundiales de 2022
La Gimnasia rítmica en los Juegos Mundiales de 2022 es uno de los deportes que formaron parte de los Juegos Mundiales de 2022 celebrados en Birmingham, Alabama en el mes de julio de 2022, y se disputó en el Sloss Furnaces.

## Eventos
| Evento | Oro            | Plata          | Bronce                |
| ------ | -------------- | -------------- | --------------------- |
| Bola   | Daria Atamanov | Sofia Raffaeli | Fanni Pigniczki       |
| Clavas | Sofia Raffaeli | Daria Atamanov | Ekaterina Vedeneeva   |
| Aro    | Boryana Kaleyn | Sofia Raffaeli | Fanni Pigniczki       |
| Cinta  | Daria Atamanov | Boryana Kaleyn | Viktoriia Onopriienko |

## Medallero
| Rank               | País               | Oro | Plata | Bronce | Total |
| ------------------ | ------------------ | --- | ----- | ------ | ----- |
| 1                  | Israel             | 2   | 1     | 0      | 3     |
| 2                  | Italia             | 1   | 2     | 0      | 3     |
| 3                  | Bulgaria           | 1   | 1     | 0      | 2     |
| 4                  | Hungría            | 0   | 0     | 2      | 2     |
| 5                  | Eslovenia          | 0   | 0     | 1      | 1     |
| 5                  | Ucrania            | 0   | 0     | 1      | 1     |
| Totales (6 países) | Totales (6 países) | 4   | 4     | 4      | 12    |